# Flabellophora subsimplex
Flabellophora subsimplex är en svampart som beskrevs av Corner 1987. Flabellophora subsimplex ingår i släktet Flabellophora och familjen Polyporaceae.   Inga underarter finns listade i Catalogue of Life.